# Mycoplasmatota
A Mycoplasmatota (korábban Tenericutes, a tener cutis latin kifejezés jelentése puha bőr) a baktériumok egy csoportja, ami a Mollicutest tartalmazza. A törzs neve 2021-től érvényes.